# Bassaricyon
Bassaricyon es un género de mamíferos carnívoros de la familia Procyonidae, conocidos vulgarmente como olingos. Incluye varias especies de pequeños carnívoros de la región Neotropical.

## Especies
El número de especies incluidas en este género ha sido muy discutido. Algunos taxonomistas reconocen cinco especies de olingos: B. alleni, B. beddardi, B. gabbii, B. lasius y B. pauli. Otros solamente reconocen dos: B. alleni y B. gabbii. Incluso hay quienes consideran que se trata de una sola especie.
Después de una minuciosa comparación morfológica y del estudio del ADN, en 2013 fue posible diferenciar cuatro especies:

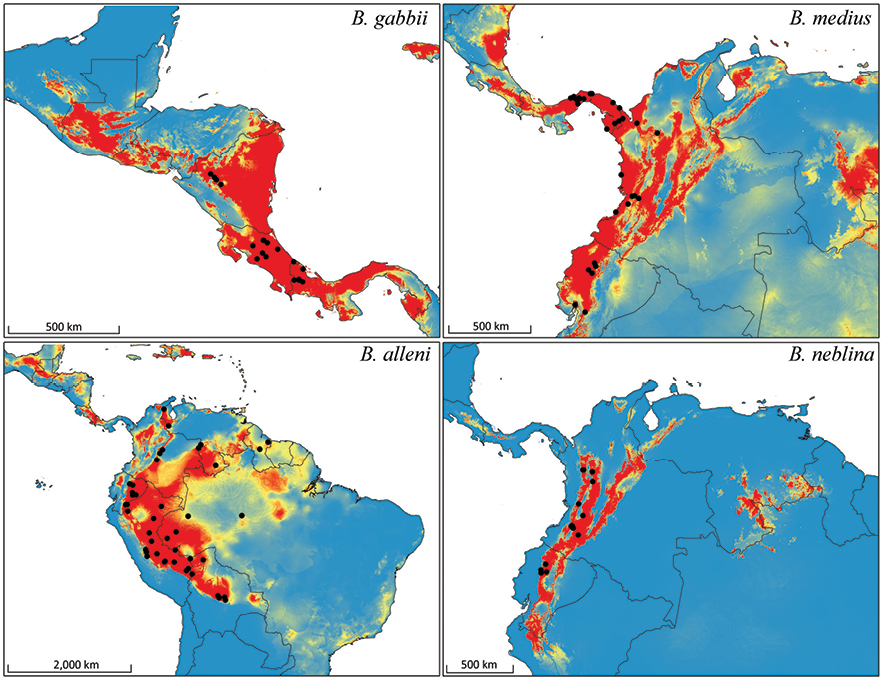
Los puntos negros indican presencia comprobada de cada una de las cuatro especies de Bassaricyon: B.gabbii, B. medius, B. alleni y B. neblina.

- Bassaricyon alleni, del norocidente y occidente de la Amazonia, el escudo guyanés y el píedemonte oriental de los Andes;
- Bassaricyon gabbii, de Nicaragua, Costa Rica y el extremo occidental de Panamá;
- Bassaricyon medius, de las tierras bajas de Panamá y el occidente de Colombia y Ecuador;
- Bassaricyon neblina, del bosque nuboso de los Andes de Colombia y Ecuador.[6]

Bassaricyon medius había sido descrita en el Chocó por Thomas en 1909, pero después fue designada como subespecie Bassaricyon gabbii medius. Sin embargo, ha sido confirmada como especie diferente, con al menos dos subespecies: B. m. medius de Colombia y Ecuador y  B. m. oronimus de Panamá.
En cambio, la que inicialmente fue descrita como especie Bassaricyon pauli sería una subespecie Bassaricyon gabbii pauli, dado que los ejemplares de Chiriquí, Panamá son de la especie B. gabbii  e igualmente  Bassaricyon lasius sería una subespecie costarricense Bassaricyon gabbii lasius.
La descrita como especie Bassaricyon beddardi sería una subespecie Bassaricyon alleni beddardi, dado que los ejemplares de Guyana, pertenecen a la misma especie que los del Perú y otros identificados al sur de Venezuela, así como los encontrados al oriente de Colombia y descritos inicialmente como Bassaricyon medius siecatus.